# Wintzenbach
Wintzenbach [vintsənbax] est une commune française située dans la circonscription administrative du Bas-Rhin et, depuis le 1er janvier 2021, dans le territoire de la Collectivité européenne d'Alsace, en région Grand Est.
Cette commune se trouve dans la région historique et culturelle d'Alsace.
Ses habitants sont appelés les Wintzenbachois.

## Géographie
Entre Seltz et Lauterbourg.

### Communes limitrophes
Les communes limitrophes sont Eberbach-Seltz, Mothern, Munchhausen, Neewiller-près-Lauterbourg, Niederlauterbach, Niederrœdern, Oberlauterbach, Schaffhouse-près-Seltz et Seltz.
| Niederlauterbach Oberlauterbach | Neewiller-près-Lauterbourg | Mothern     |
| Eberbach-Seltz                  | Wintzenbach                | Munchhausen |
| Niederrœdern                    | Schaffhouse-près-Seltz     | Seltz       |

### Hydrographie

#### Réseau hydrographique
La commune est dans le bassin versant du Rhin au sein du bassin Rhin-Meuse. Elle est drainée par le ruisseau le Schiffersbach et le ruisseau l'Eberbach,.
Le Schiffersbach, d'une longueur de 10 km, prend sa source dans la commune  et se jette  dans le Rhin en rive gauche à Mothern, après avoir traversé quatre communes. 

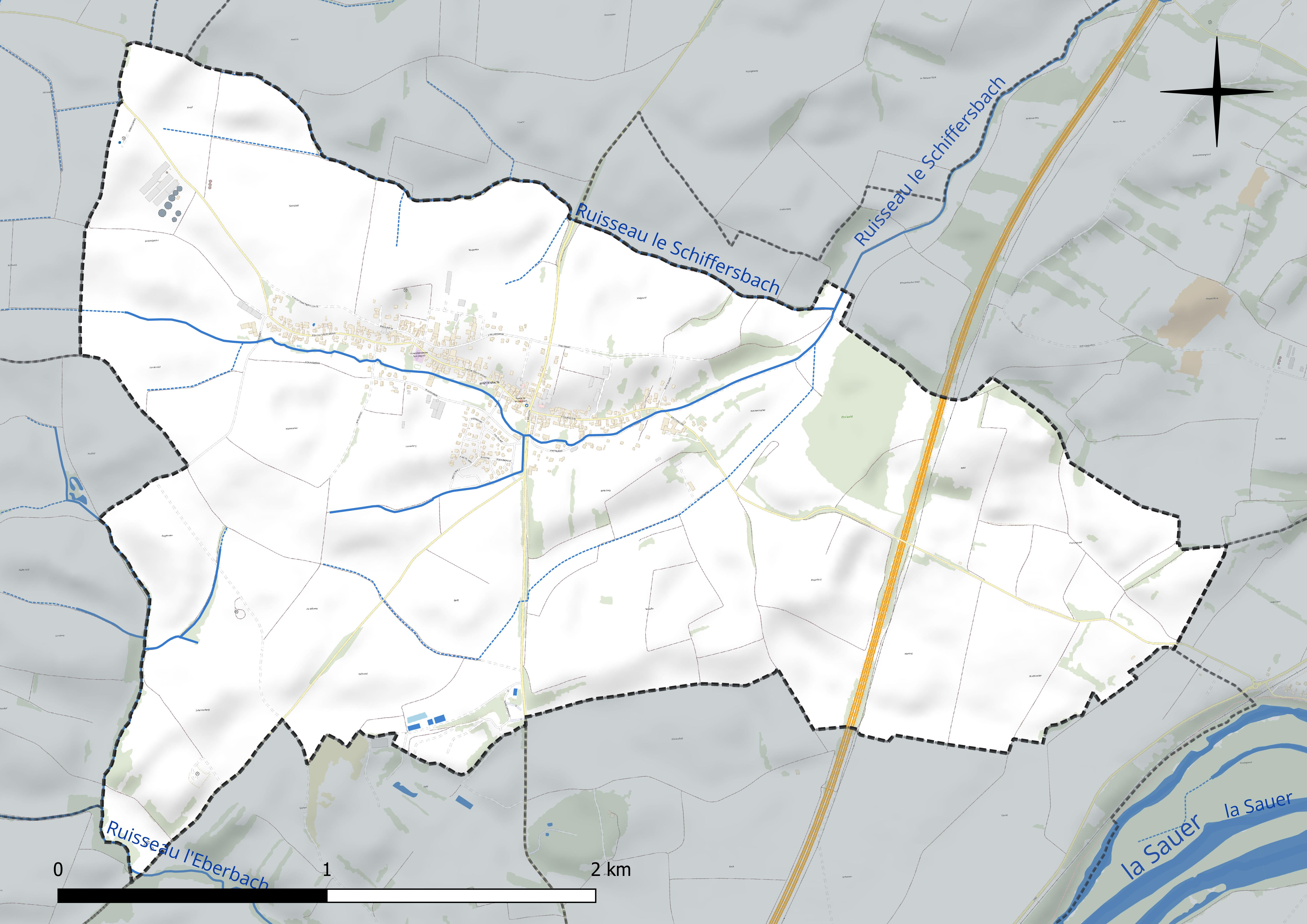
Réseau hydrographique de Wintzenbach.

#### Gestion et qualité des eaux
Le territoire communal est couvert par le schéma d'aménagement et de gestion des eaux (SAGE) « Ill Nappe Rhin ». Ce document de planification concerne la nappe phréatique rhénane, les cours d'eau de la plaine d'Alsace et du piémont oriental du Sundgau, les canaux situés entre l'Ill et le Rhin et les zones humides de la plaine d'Alsace. Le périmètre s’étend sur 3 596 km2. Il a été approuvé le 17 janvier 2005. La structure porteuse de l'élaboration et de la mise en œuvre est la région Grand Est. 
La qualité des cours d’eau peut être consultée sur un site dédié géré par les agences de l’eau et l’Agence française pour la biodiversité. 

### Climat
Pour des articles plus généraux, voir Climat du Grand Est et Climat du Bas-Rhin.
En 2010, le climat de la commune est de type climat des marges montargnardes, selon une étude du Centre national de la recherche scientifique s'appuyant sur une série de données couvrant la période 1971-2000. En 2020, Météo-France publie une typologie des climats de la France métropolitaine dans laquelle la commune est exposée à un climat semi-continental et est dans la région climatique  Alsace, caractérisée par une pluviométrie faible, particulièrement en automne et en hiver, un été chaud et bien ensoleillé, une humidité de l’air basse au printemps et en été, des vents faibles et des brouillards fréquents en automne (25 à 30 jours). 
Pour la période 1971-2000, la température annuelle moyenne est de 10,6 °C, avec une amplitude thermique annuelle de 17,8 °C. Le cumul annuel moyen de précipitations est de 940 mm, avec 10,8 jours de précipitations en janvier et 10,3 jours en juillet. Pour la période 1991-2020, la température moyenne annuelle observée sur la station météorologique de Météo-France la plus proche, « Scheibenhard », sur la commune de Scheibenhard à 5 km à vol d'oiseau, est de 11,8 °C et le cumul annuel moyen de précipitations est de 739,0 mm. 
La température maximale relevée sur cette station est de 38,8 °C, atteinte le 7 août 2015 ; la température minimale est de −15,2 °C, atteinte le 11 janvier 2009,,. 
Les paramètres climatiques de la commune ont été estimés pour le milieu du siècle (2041-2070) selon différents scénarios d'émission de gaz à effet de serre à partir des nouvelles projections climatiques de référence DRIAS-2020. Ils sont consultables sur un site dédié publié par Météo-France en novembre 2022.

## Urbanisme

### Typologie
Au 1er janvier 2024, Wintzenbach est catégorisée commune rurale à habitat dispersé, selon la nouvelle grille communale de densité à sept niveaux définie par l'Insee en 2022.
Elle est située hors unité urbaine et hors attraction des villes,.

### Occupation des sols
L'occupation des sols de la commune, telle qu'elle ressort de la base de données européenne d’occupation biophysique des sols Corine Land Cover (CLC), est marquée par l'importance des territoires agricoles (90 % en 2018), en diminution par rapport à 1990 (91,3 %). La répartition détaillée en 2018 est la suivante : 
terres arables (75,6 %), zones agricoles hétérogènes (14,3 %), zones urbanisées (5,1 %), forêts (3,7 %), mines, décharges et chantiers (1,3 %). L'évolution de l’occupation des sols de la commune et de ses infrastructures peut être observée sur les différentes représentations cartographiques du territoire : la carte de Cassini (XVIIIe siècle), la carte d'état-major (1820-1866) et les cartes ou photos aériennes de l'IGN pour la période actuelle (1950 à aujourd'hui).

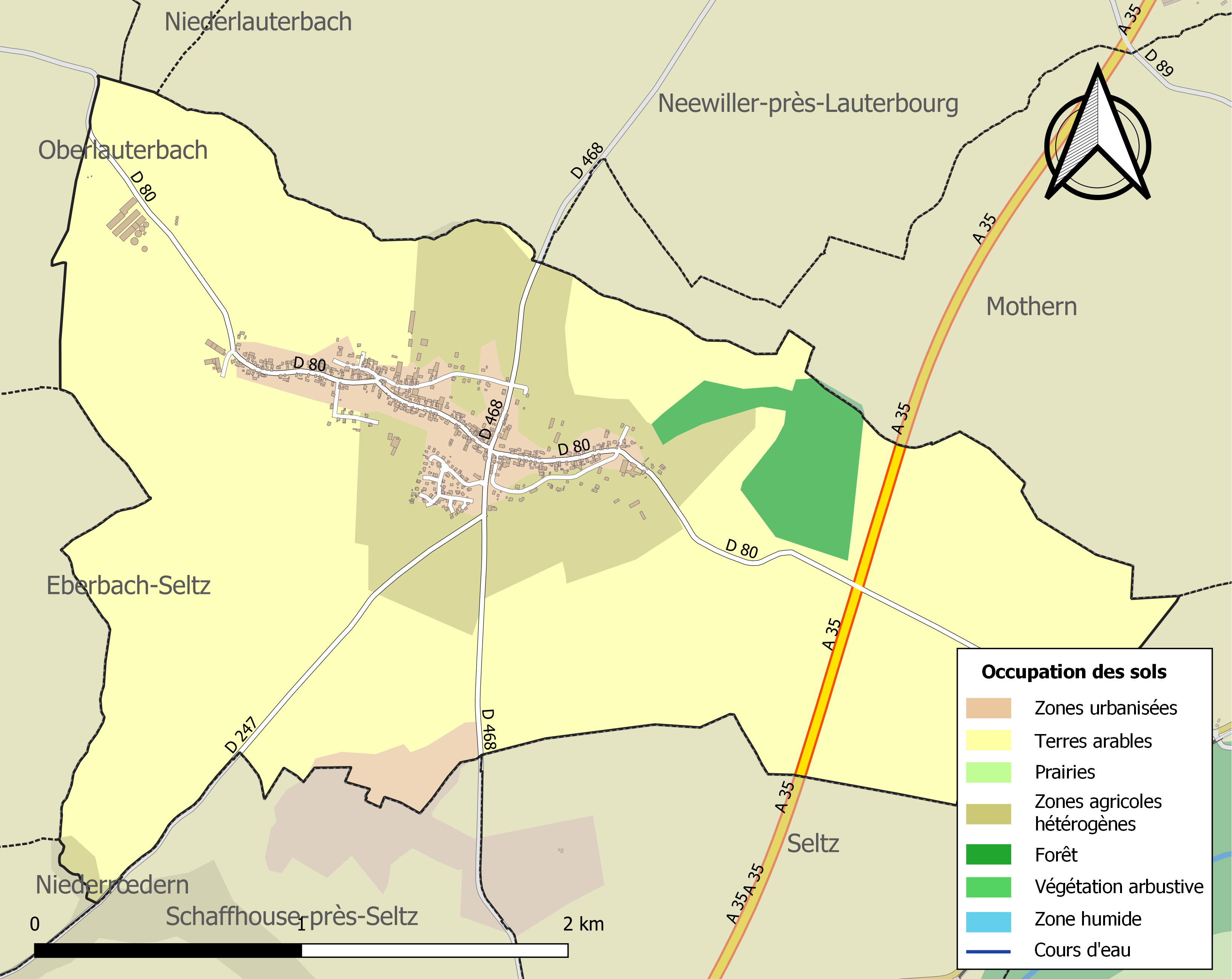
Carte des infrastructures et de l'occupation des sols de la commune en 2018 (CLC).

## Toponymie
Son nom provient de deux noms francs Winzo ou Winitzo(n) + bach.

Wínzebàch en francique méridional. Winzenbach en allemand.

## Histoire
Le village est mentionné pour la première fois en 1084 sur un document par lequel le pape Clément III autorise l’abbaye bénédictine de Seltz à percevoir à Wintzenbach la dîme pour les pèlerins et les pauvres.
Wintzenbach se développa sur le territoire d’Adélaïde. En 1633, Wintzenbach est totalement détruite par les Suédois. Ainsi en 1719, on ne compte plus que 66 familles. À cette époque, le village appartenait aux Fleckenstein puis passa sous la tutelle des Rohan-Soubise.
En 1793, la guillotine s’installe en Alsace et fait fuir beaucoup d’habitants (environ 90) vers l’Allemagne.
Après les guerres napoléoniennes (1800-1815), la vie reprend son cours paisible jusqu’en 1870.
Après la guerre franco-allemande de 1870, la France vaincue doit céder l’Alsace et une partie de la Lorraine (armistice franco-allemand (1871)). La vie continue tranquille sous l’administration allemande jusqu’à la Première Guerre mondiale durant laquelle beaucoup d'enfants laissent leur vie en combattant au front russe.
Lors de la Seconde Guerre mondiale, les habitants sont évacués dans la Haute-Vienne, à Saint-Bonnet-de-Bellac, où ils sont pour la plupart logés au château de Bagnac aujourd'hui en ruine ; 23 jeunes seront victimes de ce conflit.
Le 19 octobre 1944, le Lancaster III Serial ND755 Code TL-J décolle de sa base de Graveley en Angleterre à 17 h 56. Sa mission d’éclaireur consiste à baliser l’objectif de cette nuit : Stuttgart. Son équipage est composé de huit hommes. C’est entre 21 h et 22 h qu’il est intercepté par un chasseur de nuit allemand. Cette rencontre est fatale pour le bombardier anglais qui largue son chargement de bombes au-dessus de Wintzenbach, entraînant des dommages considérables dans le village où une ferme et plusieurs granges brûlent. L’avion s’écrase au nord-ouest de Wintzenbach. L’équipage tout entier périt dans le crash.
L’aspect du village est essentiellement dominé par des maisons construites avant 1948. Wintzenbach connaît un développement récent de la construction dû aux migrations des frontaliers venant du bassin de Karlsruhe ou du pays de Bade.

### Héraldique
| Blason de Wintzenbach | Blason  | Parti : au premier de sinople aux trois fasces d'argent, au second de gueules à la crosse d'or, à la fasce ondée d'argent brochant sur le tout.. |
| Blason de Wintzenbach | Détails | |

## Politique et administration
| Période                                  | Période                   | Identité                                     | Étiquette | Qualité                                                                           |
| ---------------------------------------- | ------------------------- | -------------------------------------------- | --------- | --------------------------------------------------------------------------------- |
| avant 1988                               | juin 1995                 | Antoine Wessbecher                           |           |                                                                                   |
| juin 1995                                | mars 2008                 | Bernadette Marbach                           |           |                                                                                   |
| mars 2008                                | janvier 2021 (décès)      | Claude Weber, Réélu pour le mandat 2020-2026 |           | Retraité                                                                          |
| février 2021                             | En cours (au 17 mai 2021) | Fabien Joerger,                              |           | Gérant de société, ancien premier adjoint Maire par intérim de février à mai 2021 |
| Les données manquantes sont à compléter. |                           |                                              |           |                                                                                   |

## Démographie
L'évolution du nombre d'habitants est connue à travers les recensements de la population effectués dans la commune depuis 1793. Pour les communes de moins de 10 000 habitants, une enquête de recensement portant sur toute la population est réalisée tous les cinq ans, les populations de référence des années intermédiaires étant quant à elles estimées par interpolation ou extrapolation. Pour la commune, le premier recensement exhaustif entrant dans le cadre du nouveau dispositif a été réalisé en 2004.

En 2022, la commune comptait 525 habitants, en évolution de −4,55 % par rapport à 2016 (Bas-Rhin : +3,17 %, France hors Mayotte : +2,11 %).
| 1793 | 1800 | 1806 | 1821 | 1831 | 1836 | 1841 | 1846 | 1851 |
| ---- | ---- | ---- | ---- | ---- | ---- | ---- | ---- | ---- |
| 227  | 443  | 529  | 669  | 700  | 710  | 676  | 684  | 684  |

| 1856 | 1861 | 1866 | 1871 | 1875 | 1880 | 1885 | 1890 | 1895 |
| ---- | ---- | ---- | ---- | ---- | ---- | ---- | ---- | ---- |
| 617  | 662  | 680  | 692  | 666  | 696  | 685  | 624  | 580  |

| 1900 | 1905 | 1910 | 1921 | 1926 | 1931 | 1936 | 1946 | 1954 |
| ---- | ---- | ---- | ---- | ---- | ---- | ---- | ---- | ---- |
| 513  | 514  | 503  | 517  | 509  | 512  | 476  | 478  | 428  |

| 1962 | 1968 | 1975 | 1982 | 1990 | 1999 | 2004 | 2006 | 2009 |
| ---- | ---- | ---- | ---- | ---- | ---- | ---- | ---- | ---- |
| 403  | 387  | 460  | 434  | 513  | 568  | 577  | 590  | 592  |

| 2014 | 2019 | 2022 | - | - | - | - | - | - |
| ---- | ---- | ---- | - | - | - | - | - | - |
| 560  | 533  | 525  | - | - | - | - | - | - |

## Économie
Depuis 1983, la société d’exploitation Elf Aquitaine pompe un produit de première qualité à différents forages.

## Lieux et monuments
Le monument aux morts situé au pied de l'église catholique à Wintzenbach. Un monument unique en Alsace puisqu'il montre un soldat français et un soldat allemand réunis dans les bras de la mère alsacienne. Il symbolise l'histoire des deux guerres mondiales sur les déchirements de l'Alsace-Lorraine.
L'église dédiée à saint Égide possède un orgue construit par Michel Stiehr (de Seltz) vers 1800 (et non, comme l'affirme une légende tenace, par André Silbermann).

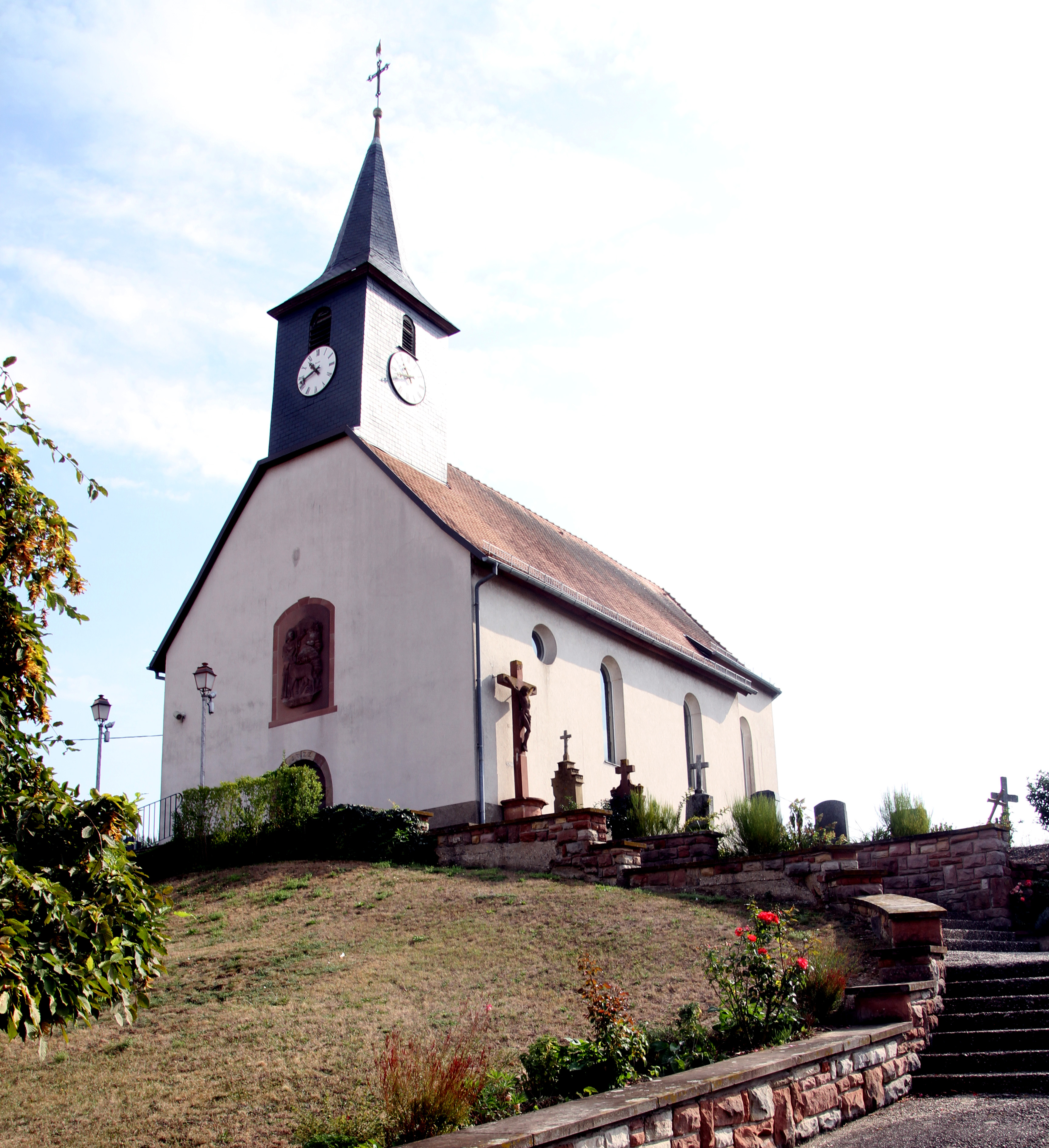
Église Saint-Gilles.
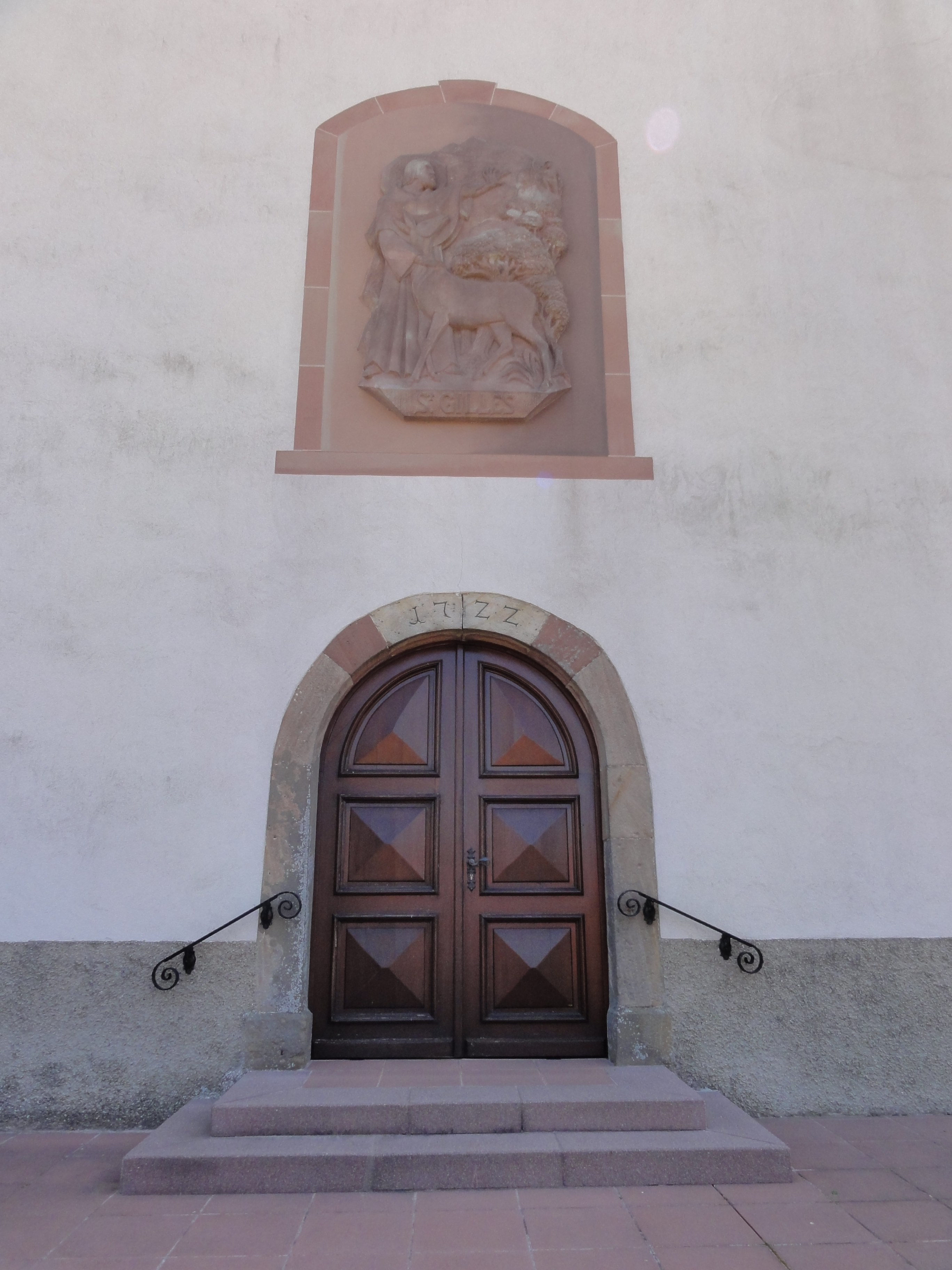
Église Saint-Gilles.
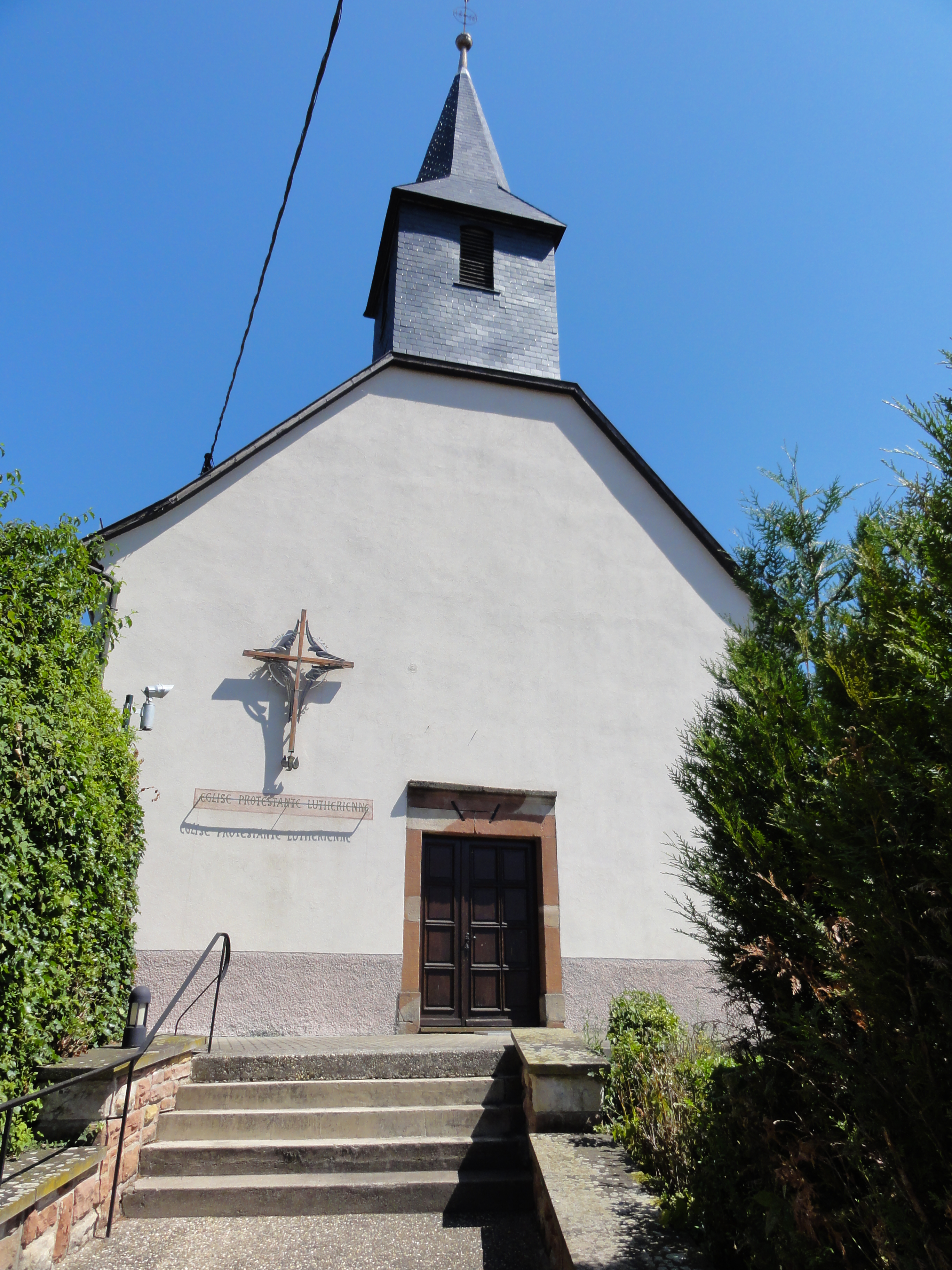
Église protestante.

## Personnalités liées à la commune
- Lothar Quinte (1923-2000), peintre décédé dans la commune. Une place du village porte son nom.